# Herbert R. Spencer
Herbert Ritchie Spencer (Warwickshire, 16 de janeiro de 1860 — Londres, 28 de agosto de 1941) foi um médico obstetra britânico da University College London.